# Lliga Nacional de Myanmar
La Lliga Nacional de Myanmar és la màxima competició futbolística de Myanmar.

## Història
La primera edició començarà el gener del 2010, i substitueix la lliga Premier de Myanmar.
El 16 de maig de 2009 es disputà una primera competició que durà dos mesos i s'anomenà Copa de la Lliga Nacional de Myanmar, com a preparació per la nova lliga. El primer campió fou el Yadanabon FC que derrotà el Yangon United FC a la final, esdevenint el primer campió de la nova lliga.
La competició la disputen 8 clubs, amb la intenció d'ampliar-se a 12 el 2011.

## Clubs participants 2023
| Club                  | Ciutat    | Estadi                         | Capacitat |
| --------------------- | --------- | ------------------------------ | --------- |
| Ayeyawady United FC   | Pathein   | Estadi Ayar                    | 6.000     |
| Gospel For Asia       | Xin       | Estadi Hakha                   | 10.000    |
| Hanthawaddy United FC | Pegu      | Estadi Grand Royal             | 4.000     |
| ISPE FC               | Mandalay  | Estadi Mandalarthiri           | 30.000    |
| Myawady FC            | Naypyidaw | Estadi Wunna Theikdi           | 30.000    |
| Rakhine United FC     | Sittwe    | Estadi Wai Thar Li             | 7.000     |
| Mahar United FC       | Monywa    | Estadi Monywa                  | 5.000     |
| Shan United FC        | Taunggyi  | Estadi Taunggyi                | 7.000     |
| Yadanarbon FC         | Mandalay  | Estadi Bahtoo                  | 17.000    |
| Yangon United FC      | Yangon    | Complex Esportiu Yangon United | 3.500     |

## Historial
Font:
Pels campions anteriors vegeu: Lliga Premier de Myanmar.
- 2009:  Yadanarbon FC [g]
- 2009-10:  Yadanarbon FC (1)
- 2010:  Yadanarbon FC (2)
- 2011:  Yangon United FC (1)
- 2012:  Yangon United FC (2)
- 2013:  Yangon United FC (3)
- 2014:  Yadanarbon FC (3)
- 2015:  Yangon United FC (4)
- 2016:  Yadanarbon FC (4)
- 2017:  Shan United FC (1)
- 2018:  Yangon United FC (5)
- 2019:  Shan United FC (2)
- 2020:  Shan United FC (3)[6]
- 2021: Cancel·lat
- 2022:  Shan United FC (4)